# Padiamenopé
Padiamenopé (Petamenophis) est un prêtre-lecteur égyptien et chef (ẖry-ḥb ḥry-tp) qui a vécu au VIIe siècle avant notre ère, sous le règne du pharaon Taharqa, d'après l'archéologue Claude Traunecker. Il exerce la fonction de prophète, chef des prêtres-lecteurs et d'archiviste royal.

## Sépulture
Sa tombe, codifiée TT33, constitue un véritable mystère et intrigue les égyptologues depuis sa découverte au XIXe siècle. Située non loin du site de Deir el-Bahari (nécropole thébaine) sur la rive gauche du Nil, d'une superficie de 9 000 m2, elle dépasse en dimension celles des plus illustres pharaons de la nécropole.
Elle se compose de vingt-deux chambres reliées par de longs corridors et réparties sur trois niveaux, s'enfonçant jusqu'à vingt mètres au-dessous du niveau du sol. Elle comporte sur ses murs de nombreux textes traditionnels en hiéroglyphes, qui forment une véritable bibliothèque de pierre, restée en bon état, malgré les pillages d'objets et de statues.
Longtemps utilisée comme magasin par le Conseil suprême des Antiquités égyptiennes, la tombe fait l'objet, en 2004-2005, de deux longues campagnes de déménagement et d'inventaire des antiquités qui y étaient entreposées. C'est l'œuvre d'une collaboration entre l'Institut français d'archéologie orientale (Ifao) et l'université Strasbourg-II. Une fois le monument vidé, la porte murée menant à la salle IV (afin de protéger le magasin) a pu être ouverte en décembre 2005. La copie des textes (épigraphie) a débuté en 2006.

## Études
La tombe du prêtre-lecteur et chef Padiaménopé (Pétaménophis) rassemble une collection du corpus funéraires égyptiens et l’intègre dans une architecture exceptionnelle comprenant vingt-deux salles réparties sur quatre niveaux. Ces textes, souvent remaniés par rapport aux versions du Nouvel Empire, sont largement inédits.
Le projet « Le labyrinthe d’un notable thébain : la tombe de Padiaménopé à Thèbes (TT33). Poursuite des travaux épigraphiques et lasergrammétrie », porté par Isabelle Régen (université Paul-Valéry-Montpellier-III), bénéficie du soutien du Labex ARCHIMEDE au titre du programme « Investissement d’Avenir » ANR-11-LABX-0032-01, et d’autre part avec celui du Fonds Khéops pour l’archéologie qui a permis d’adjoindre à la mission épigraphique, en 2019, une mission de conservation et de restauration du monument.